# Det Summer om Maggie
Det Summer om Maggie (engelsk: The Buzz on Maggie) er en amerikansk tegnefilmsserie, skabt af Dave Polsky, og instrueret af David Wasson.
Den handler hverdagen i fluen Maggie Peskys liv, som er lidt besynderligt. Serien vises lige nu på Toon Disney.

## Danske stemmer
- Maggie – Marie Søderberg
- Aldrin – Mikkel Christiansen
- Hr. Pesky – Peter Belli
- Fru Pesky – Sonja Oppenhagen
- Pubert – Stefan Gewecke
- Rayna – Sasia Mølgaard
- Dawn – Amalie Dollerup
- Rektor Fluepapir – Lasse Lunderskov

## Øvrige stemmer
- Andreas Jessen
- Michael Lundbye Slebsager
- Jens Andersen
- Sidsel Agensø
- Marie Schjeldal
- Jens Jacob Tychsen
- Morten Staugaard
- Pauline Rehné
- Peter Røschke

| Fjernsyn | Spire Denne artikel om et tv-program er en spire som bør udbygges. Du er velkommen til at hjælpe Wikipedia ved at udvide den. |